# Ville-en-Blaisois
Ville-en-Blaisois ist eine französische Gemeinde mit 148 Einwohnern (Stand: 1. Januar 2022) im Département Haute-Marne in der Region Grand Est (bis 2015 Champagne-Ardenne). Sie gehört zum Arrondissement Saint-Dizier und ist Mitglied im Gemeindeverband Communauté d’agglomération du Grand Saint-Dizier, Der et Vallées. Die Bewohner werden Blaisois und Blaisoises genannt.

## Geografie
Ville-en-Blaisois liegt in der dünn besiedelten südlichen Champagne, etwa 20 Kilometer südlich von Saint-Dizier. Umgeben wird Ville-en-Blaisois von den Nachbargemeinden Doulevant-le-Petit im Norden, Rachecourt-Suzémont im Norden und Nordosten, Morancourt im Osten, Dommartin-le-Franc im Süden sowie Bailly-aux-Forges im Westen und Nordwesten.

## Bevölkerungsentwicklung
| Jahr                       | 1962 | 1968 | 1975 | 1982 | 1990 | 1999 | 2006 | 2011 | 2019 |
| -------------------------- | ---- | ---- | ---- | ---- | ---- | ---- | ---- | ---- | ---- |
| Einwohner                  | 230  | 227  | 211  | 188  | 168  | 155  | 174  | 169  | 146  |
| Quellen: Cassini und INSEE |      |      |      |      |      |      |      |      |      |

## Sehenswürdigkeiten
- Kirche Saint-Antoine

## Persönlichkeiten
- Éloi Ragon (1853–1908), Altphilologe